# She (Tyler, the Creator)
She è un singolo del rapper statunitense Tyler, the Creator, pubblicato il 10 maggio 2011 come terzo estratto dall'album in studio di debutto Goblin.
Il brano vede la partecipazione del cantautore statunitense Frank Ocean ed è stato scritto dai due artisti è prodotto da Tyler, the Creator.

## Antefatti
Il brano doveva essere inizialmente una collaborazione con Snoop Dogg

## Descrizione
Il brano tratta dell'amore ossessivo di Tyler, the Creator per una ragazza, che finisce con un omicidio e le strofe sono alternate dal ritornello, cantato da Frank Ocean. Drew Grant di Salon la ha definita una "ballata d'amore inquietante", mentre Randall Roberts del Los Angeles Times ha affermato che è "la cosa più vicina a una traccia lenta in Goblin."
È stato definito come un brano hip hop con un ritornello R&B e con degli elementi di horrorcore.

## Video musicale
Il video musicale del brano, diretto da Wolf Haley e girato a Los Angeles, è stato reso disponibile il 5 giugno 2011 sul canale YouTube degli Odd Future. Nel video si vede Frank Ocean a letto con una ragazza e Tyler, the Creator che li guarda dalla finestra, prima di entrare in stanza mentre dorme, finché non viene arrestato dalla polizia.

## Tracce
Testi e musiche di Tyler Okonma e Frank Ocean.
1. She (feat. Frank Ocean) – 4:13